# DeLancey W. Gill
DeLancey Walker Gill, né le 1er juillet 1859 à Camden (Caroline du Sud) et mort le 31 août 1940 à Alexandria (Virginie), est un dessinateur industriel, un peintre paysagiste et un photographe américain.
Il devient notoire pour ses aquarelles paysagères, principalement de pueblos amérindiens et de Washington. Réputé pour sa minutie, il capture des scènes ouvrières et rurales, souvent négligées dans l'art de son temps. Malgré divers engagements, il continue la peinture et l'enseignement artistique à la Corcoran School, sa vie durant.
Illustrateur et dessinateur, DeLancey W. Gill œuvre au Département du Trésor des États-Unis, puis à l'Institut d'études géologiques des États-Unis. De 1889 à 1932, il dirige l'illustration au Bureau of American Ethnology (BAE) de la Smithsonian Institution. En 1898, malgré l'absence de formation, il devient photographe, à la suite du départ de deux titulaires, et réalise des milliers de clichés de délégations amérindiennes, dont Geronimo et le chef Joseph. Son œuvre est diffusée par la Smithsonian, à l'Exposition universelle de 1915 et sur un timbre postal de 1923. Ses portraits pictorialistes se singularisent par des vêtements désuets ou incongrus, souvent prêtés par Gill à ses sujets amérindiens. Cette pratique, autrefois vue comme de l'ethnographie de sauvetage, est désormais critiquée, car elle renforcerait les stéréotypes et déformerait la culture amérindienne.

## Biographie

### Jeunesse
DeLancey W. Gill naît à Camden, en Caroline du Sud, le 1er juillet 1859. Son père, William Harrison Gill, marchand, est tué au combat dans l'armée confédérée alors que DeLancey n'a que cinq ans. Neuf ans plus tard, sa mère et son beau-père déménagent à Fort Laramie, dans le territoire du Wyoming, tandis que Gill choisit de s'installer chez une tante à Washington. Il travaille brièvement comme typographe avant de devenir dessinateur au Bureau de l'architecte en chef du Trésor américain, où il se spécialise dans la ferronnerie ornementale et les tuiles.

### Peinture et illustration
Alors qu'il travaille comme dessinateur, DeLancey W. Gill commence à réaliser une série de croquis à l'encre et d'aquarelles, principalement axés sur les paysages de Washington. Il se concentre sur les villages de la périphérie rurale et offre une représentation rare des quartiers les plus pauvres de la ville, y compris les quartiers de la communauté noire et des immigrées. Parmi ses œuvres, une illustration détaillée d'un bidonville,, son unique dessin d'intérieur, illustre les conditions de vie de la classe ouvrière. Les aquarelles de DeLancey W. Gill rencontrent un grand succès, ce qui lui permet de générer un revenu plus important grâce à ses ventes d'art qu'à son emploi au Trésor. En 1881, ses peintures sont exposées à New York.

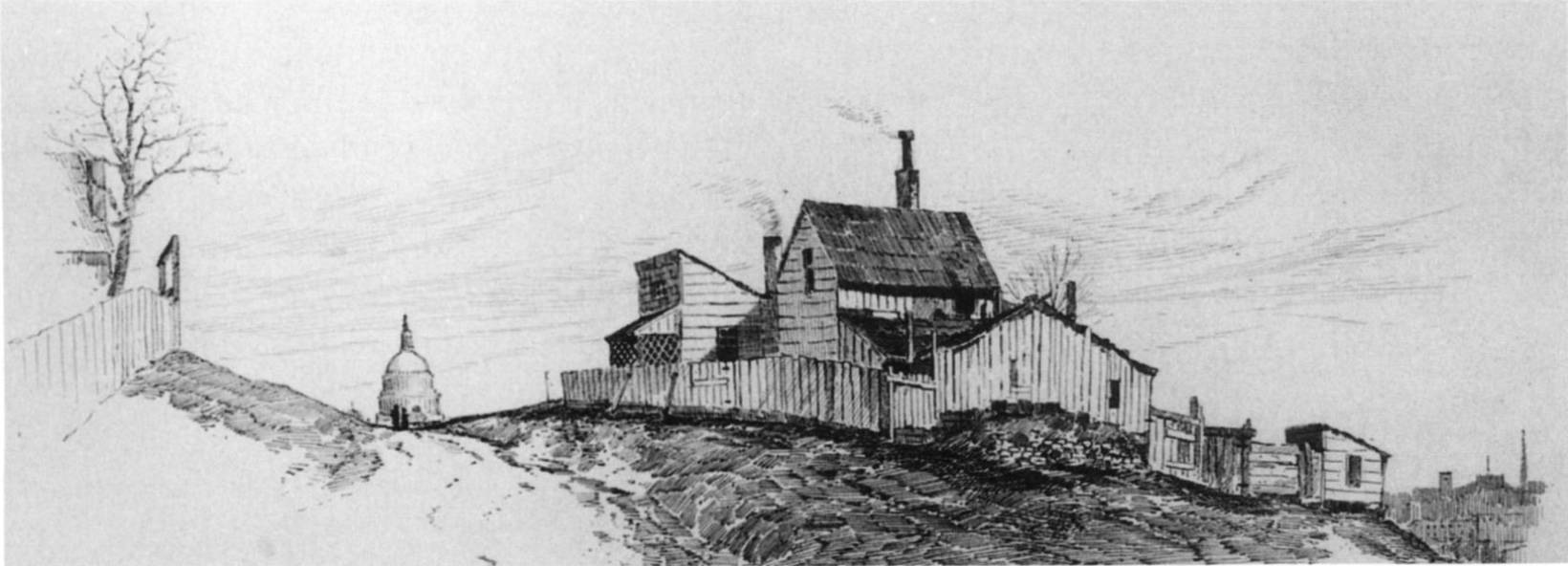
Croquis à l'encre d'une résidence familiale à Washington, réalisé par DeLancey W. Gill vers 1880.

En 1884, William Henry Holmes, chef du département illustration de l'Institut d'études géologiques des États-Unis, recrute DeLancey K. Gill comme dessinateur paléontologique. Holmes, également aquarelliste, admire profondément le travail de Gill et affirme qu'« en tant qu'illustrateur à la plume, au crayon et à l'aquarelle, ainsi qu'en tant que photographe, il a peu d'égal ». Cette reconnaissance lui permet d'être rapidement promu. En 1889, Gill succède à Holmes au poste d'illustrateur en chef lorsque ce dernier rejoint le Bureau of American Ethnology (BAE) pour diriger les opérations archéologiques. À ce poste, DeLancey W. Gill supervise la publication des illustrations et des photographies et examine toutes les copies imprimées. Étant donné que John Wesley Powell dirige à la fois l'USGS et le BAE, les employés des deux agences se voient souvent confier des tâches croisées. Ainsi, DeLancey K. Gill est également responsable de la supervision des illustrations pour le BAE.
À la fin des années 1880, au cours de ses premières années au BAE, DeLancey W. Gill se détourne de son intérêt pour les représentations de la ville de Washington pour se concentrer sur la peinture des pueblos du sud-ouest. Il réalise des œuvres qui représentent le pueblo hopi d'Oraibi, les ruines du Pueblo Bonito et le pueblo Zuni. Sa peinture d'Oraibi s'inspire d'une photographie de John K. Hillers, photographe du Smithsonian, tandis que les autres pueblos de la série n'ont pas de source photographique connue. Gill tient compte des différences climatiques dans ses paysages et utilise des lavis fins pour capturer avec précision les paysages du sud-ouest.
Bien que DeLancey W. Gill se soit éloigné de la peinture pendant une période de travail intensifié à la BAE, il a continué à peindre tout au long de sa vie. En 1890, il présente plusieurs œuvres à la Société américaine d'aquarelle à New York. En 1922, il revient sur la scène artistique en exposant à la galerie Morrey à Washington. Il réalise également des illustrations privées, dont l'identité visuelle d'une marque de whisky locale.

#### Réception critique
Les aquarelles de DeLancey W. Gill sont chaleureusement accueillies par les critiques d'art de son époque. Un critique du Brooklyn Daily Eagle qualifie ses paysages d'« aérés, propres et argentés » et reconnaissables parmi d'autres. En 1983, les historiens de l'art Andrew Cosentino et Henry Glassie saluent la clarté et l'attention aux détails des peintures de Gill. L'historienne Lisa Goff loue ces illustrations et affirme en 2016 que ces croquis représentatifs de la ville de Washington sont « des études d'un paysage en voie de disparition qui ne dénigrent pas les bidonvilles de la classe ouvrière ». Goff décrit également ces dessins comme des œuvres méticuleuses et documentaires, qui ne s'imprègnent presque pas d'empreinte artistique.

### Photographie
En 1889, DeLancey W. Gill découvre des anciens outils en pierre, datés d'environ 2000 av. J.-C., alors qu'il dessine au parc Rock Creek. Afin d'étayer une exploration archéologique structurée mise en œuvre par Holmes, Gill réalise ensuite des photographies des artefacts in situ. Ce travail marque ses débuts connus dans le domaine photographique,.

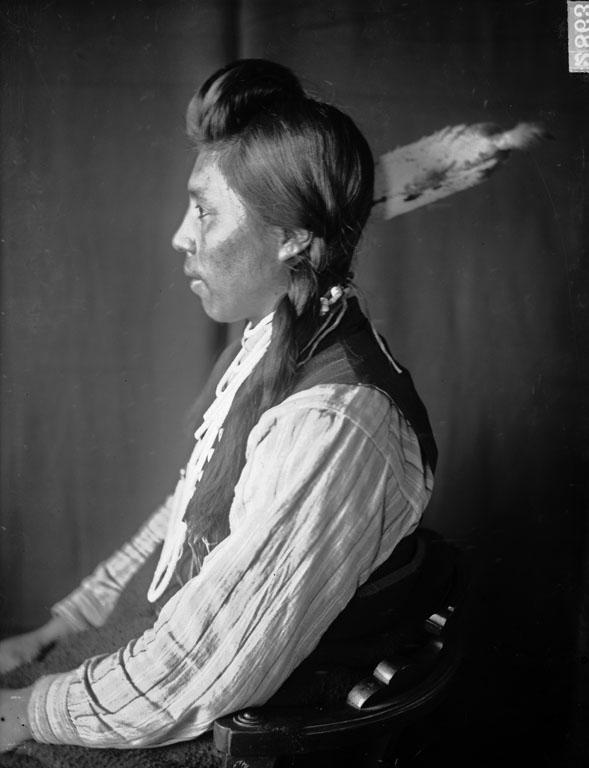
Un Yakama, photographié par DeLancey W. Gill en 1906. Les portraits réalisés pour le Bureau of American Ethnology (BAE) permettent d'effectuer des mesures faciales et crâniennes des sujets.

En 1894, John Wesley Powell démissionne de l'USGS et prend en charge l'administration du Bureau of American Ethnology (BAE). Quatre ans plus tard, DeLancey W. Gill quitte également son poste pour se concentrer sur les publications du BAE. Bien qu'il n'ait aucune formation en photographie, Gill est nommé photographe du BAE après le départ de ses deux prédécesseurs. Dans ce rôle, il réalise des portraits de sujets amérindiens, principalement des délégués en visite dans la capitale. Bien que le nombre exact des portraits réalisés soit incertain, il est estimé entre 2000 et 3000, alors qu'un rapport effectué par le Evening Times avance un chiffre de 7000 portraits. Gill effectue également un classement minutieux des négatifs photographiques selon des critères ethnolinguistiques et reclasse l'ensemble des archives de portraits amérindiens de la BAE.
Au XIXe siècle, des délégations de peuples amérindiens viennent souvent à Washington pour négocier des traités ou éviter des conflits frontaliers. Les premières photographies gouvernementales de ces groupes sont prises dans les années 1860 et 1870. Dans les années 1890, leur nombre a considérablement augmenté, surtout pendant les sessions d'hiver du Congrès. Généralement, les participants ne reçoivent pas de rémunération pour poser, à l'exception du chef apache Geronimo, qui réussit à obtenir un paiement de DeLancey W. Gill avant sa séance photo.
Joseph Henry, premier secrétaire de la Smithsonian Institution, ordonne que les délégations autochtones soient photographiées sans coiffes pour mieux enregistrer la « configuration de la tête ». En 1902, William Henry Holmes, qui succède à John Wesley Powell à la tête du BAE, souligne également l'importance des « éléments anthropométrique » en plaçant des objets de tailles connues autour des sujets pour faciliter les mesures faciales et crâniennes. Cependant, avec l'évolution des objectifs liés aux études ethnographiques et historiques, les sujets sont souvent représentés avec des coiffes, vêtus de tenues traditionnelles et tenant des objets caractéristiques de leur tribu, parfois même en portant des vêtements anachroniques ou issus d'autres cultures. DeLancey W. Gill photographie les sujets en studio selon une méthode de type mug shot, avec des portraits de profil et de face, tout en prenant également des photos en pied, généralement en vêtements traditionnels.
Avant 1904, DeLancey W. Gill photographie les délégations dans les bureaux situés au centre-ville de la BAE. Cependant, cette promenade en ville est mal appréciée par de nombreux délégués, qui préfèrent rester à proximité du Smithsonian. En réponse à cette insatisfaction, le studio est finalement transféré à l'étage supérieur du bâtiment du musée national du Smithsonian, aujourd'hui connu sous le nom de Pavillon des Arts et Industries.
DeLancey W. Gill prend parfois des photographies des Amérindiens dans leur environnement, en complément de ses portraits en studio. En 1899, il a l'occasion de photographier les habitants de la réserve de Pamunkey. L'année suivante, il s'associe à William John McGee pour mener une expédition en Arizona et au Nouveau-Mexique, où il photographie des membres des tribus Tohono O'odham, Pimas, Cocopah, et du peuple seri. Au cours de cette aventure, il donne le nom de « temple de Klotho » à l'une des montagnes Muggins, situées dans le sud-ouest de l'Arizona.
DeLancey W. Gill s'associe à Holmes pour entreprendre la documentation minutieuse de sites archéologiques amérindiens et endosse à la fois les rôles de photographe et d'assistant. En 1901, ils se rendent dans le Missouri et le Territoire indien, où leurs explorations les mènent à la découverte et à l'enregistrement d'ossements humains et de restes de mammifères aujourd'hui éteints. Par la suite, Gill poursuit son travail photographique sur des sites archéologiques dans le Maryland, dont celui de Popes Creek en 1907. Ce projet est salué par le biographe J.R. Glenn, qui le qualifie de « l'une de ses meilleures photographies en dehors des studios ». En 1918, Gill et Holmes poursuivent leurs investigations, cette fois sur des restes découverts sur le terrain d'essai d'Aberdeen.
Gill photographie de nombreuses figures amérindiennes notables, dont la délégation envoyée à Washington pour la seconde investiture de Theodore Roosevelt. Il décrit le chef Joseph, qu’il photographie à plusieurs reprises, comme ayant « la dignité d’un chef de justice » et « un air de douceur et de réserve tranquille ». Lors d’une séance en 1903, Gill lui demande une marque totémique en guise de signature. Joseph, préférant suivre les instructions d’un ami, inscrit son nom en entier à côté de l’année 1900, tout en ignorant les objections de DeLancey W. Gill sur la date erronée. Les photographies de DeLancey W. Gill sont largement diffusées dans les publications du Smithsonian tout au long de sa carrière, notamment dans le Handbook of American Indians North of Mexico, puis, à titre posthume, dans le Handbook of North American Indians de 1978. Ses gravures sont exposées lors de l’Exposition universelle de 1915 et le Panama–California Exposition, ainsi que dans diverses bibliothèques publiques. Son portrait de Hollow Horn Bear, réalisé en 1905, figure sur un timbre postal de 14 USC en 1923.
De 1903 à 1905, DeLancey W. Gill confie une partie de son travail de portraitiste à Thomas Smillie, photographe de l'United States National Museum. En 1926, sa vue déclinante le contraint à céder la plupart de ses responsabilités photographiques au Smithsonian à A. J. Olmsted, bien qu’il continue, de façon limitée, à réaliser des portraits. Parallèlement, il continue de superviser les illustrations pour plusieurs bureaux du Smithsonian, dont l'United State National Museum, en plus du BAE. En octobre 1931, il photographie Crazy Bull, petit-fils de Sitting Bull, l’une de ses dernières contributions pour le BAE.
La loi sur l'économie de 1932 pousse DeLancey W. Gill à quitter le Smithsonian Institution, lui permettant ainsi d'annoncer son désir de se consacrer pleinement à l'art et à la peinture. À la suite de son départ, le Bureau of American Ethnology (BAE) se retrouve sans photographe en chef, ce qui conduit à une évolution notable des photographies des délégations autochtones en visite, celles-ci prenant souvent la forme de séances informelles.

#### Réception critique
Les premiers portraits de DeLancey W. Gill, notamment ses photographies en plein pied et de groupe, sont jugés par J. R. Glenn comme dépourvu de style artistique, avec des poses rigides devant des « arrière-plans froissés et mal drapés ». Gill a cependant opéré en conformité avec les exigences ethnographiques, historiques et anthropométriques du BAE, avant de suivre ses propres aspirations artistiques. Ainsi, ses prises de vue en pied ont principalement pour but de documenter les vêtements, plutôt que de mettre en avant le sujet lui-même.
Ces premiers portraits, caractérisés par un cadrage rapproché qui ne montre que la tête et les épaules, sont qualifiés par J. R. Glenn de « mal cadrés et encombrés ». Néanmoins, Glenn observe une amélioration notable au fil de la carrière de DeLancey W. Gill ; ses derniers portraits rapprochés révélent selon lui une intention artistique plus affirmée que celle des prises de vue en pied. Gill prend soin d'éditer minutieusement ses œuvres pour les tirages et les publications. Par exemple, un portrait de Wolf Robe est fortement recadré pour donner naissance à une composition plus artistique. La dimension romantique et pictorialiste de ses œuvres ultérieures pourrait avoir été influencée par la photographie contemporaine des Amérindiens réalisée par Edward Sheriff Curtis.

#### Controverses
À l'instar de celui d'Edward Curtis, le travail de DeLancey W. Gill est souvent apparenté à l'ethnographie de sauvetage. La fourniture d'accessoires et de vêtements pour les portraits des délégués, ainsi que les poses soigneusement orchestrées, sont perçues à l'époque comme un moyen d'enregistrer ce qui est perçu comme une culture en voie de disparition. Gill propose parfois à ses sujets des vêtements très usés, dont certains proviennent peut-être des employés du Smithsonian. Dans plus d'une douzaine de cas, des membres d'une même délégation sont représentés avec des vêtements et accessoires identiques. Il existe même une photographie qui représente un sujet Kickapous arborant des jambières de Pieds-Noirs et un pagne d'origine Iowa ou Otoe. De telles mises en scène humiliantes sont courantes chez les photographes blancs contemporains qui photographient les Amérindiens. Dans d'autres situations, Gill immortalise des « Indiens de cirque », où les sujets sont vêtus de manière à satisfaire les fantaisies du public quant à l'apparence des Amérindiens. Pour des raisons qui demeurent floues, une troupe de quatre Dakota du 101 Ranch Wild West Show est photographiée avec la même coiffure, alors qu'ils affichent des coiffures distinctes sur une photo de groupe.
DeLancey W. Gill fournit des accessoires et des vêtements aux sujets de ses portraits, ce qui a suscité des critiques, notamment en raison de son rôle dans le renforcement des stéréotypes culturels et l'homogénéisation des cultures amérindiennes, au détriment d'une représentation ethnographique fidèle. L'anthropologue et photographe Gene J. Crediford qualifie ainsi Gill et d'autres photographes contemporains d'Amérindiens d'« artistes qui manquent de respect envers leurs sujets, au nom de l'esthétique ». Il est important de noter que les formes de vêtements strictement définies au sein des nations amérindiennes ne résultent pas d'un commerce intertribal actif. Néanmoins, la fourniture d'articles par des photographes comme DeLancey W. Gill se réalise sans prendre en compte les liens commerciaux spécifiques qui existent. Il est possible que certains délégués apprécient ces vêtements et accessoires « inauthentiques », car de nombreuses pièces, telles que les plumes et les bonnets de guerre, sont souvent associées à un statut prestigieux.

### Vie privée et autres centres d'intérêt
DeLancey W. Gill épouse sa première femme, Rose DeLima Draper, le 25 mai 1881. Ensemble, ils ont six enfants avant le décès de Rose Gill en 1893, parmi lesquels figure Robert Gill, un major du Corps du génie de l'armée des États-Unis. Le 19 août 1895, il se marie à une autre illustratrice du Smithsonian, Mary Irwin Wright. De cette union naît une fille, Minna P. Gill, qui devient une suffragiste et une bibliothécaire de renom. Bien qu'ils divorcent en 1903, Gill et Mary continuent de collaborer sur divers projets. Le 2 janvier 1905, il se marie avec Katharine Schley Hemmick, avec qui il a un enfant.
DeLancey W. Gill se distingue comme un cycliste passionné : dans les années 1880, il occupe le poste de capitaine de l'équipe du Capital Bicycle Club, une des premières organisations cyclistes aux États-Unis. Par la suite, il devient membre du Cosmos Club, de la Society of Washington Artists et de l'Association of the Oldest Inhabitants of the District of Columbia. En parallèle, il enseigne des cours de peinture à la Corcoran School of Art et à la Art Students League of Washington. Gill s'investit également dans la collecte et la transcription d'un grand nombre de chants  spirituels et folkloriques afro-américains. En outre, il se passionne pour les antiquités et est reconnu comme un expert en tapis persan et en porcelaine d'Asie de l'Est.

### Décès
Après avoir pris sa retraite du Smithsonian, DeLancey W. Gill s'installe à Alexandria, en Virginie. Il meurt le 31 août 1940, des suites d'une fracture du crâne survenue lors d'une chute dans l'escalier de sa maison.